# Notos
Segons la mitologia grega, Notos (en grec antic Νότος), era la personificació del vent del sud i era una de les quatre divinitats de l'element aeri. És fill d'Eos, l'Aurora, i d'Astreu.
Era un vent calent i carregat d'humitat i, segons l'època de l'any, portava la xafogor o la pluja. No intervé en cap mite com a personatge, a diferència dels seus germans Bòreas i Zèfir.